# Trinidad (métro de Santiago)
Pour les articles homonymes, voir Trinidad.
Trinidad est une station de la Ligne 4 du métro de Santiago, dans la commune de La Florida.

## La station
La station est ouverte depuis 2005.

## Origine étymologique
Le nom de cette station Trinidad rappelle le secteur agricole ancienne, dont le fossé voûté passe encore à travers l'avenue du même nom. L'intersection de la route de cette avenue avec Avenue Vicuña Mackenna est situé à proximité de la gare.